# جيري سوليفان (لاعب كرة قدم أمريكية)
جيري سوليفان (بالإنجليزية: Gerry Sullivan)‏ هو لاعب كرة قدم أمريكية أمريكي، ولد في 15 يناير 1952 في أوك بارك في الولايات المتحدة.

## وصلات خارجية
- جيري سوليفان على موقع مرجع كرة القدم المحترفة.كوم (الإنجليزية)